# Mor Sæther
Mor Sæther , född Anne Johansdatter Viker 1793, död 1851, var en klok gumma från Norge. Hon var verksam i Oslo cirka 1820-1851. 
Hon gifte sig 1816 med Peder Pedersen Sæther, pedell vid Anatomikammeret i Oslo. Hon skilde sig från honom men kunde inte gifta om sig förrän efter hans död, då hon 1829 gifte om sig med Lars Bastian Nielsen, som hon då redan hade sonen Halfdan Nielsen-Sæther (1826-1908) med. 
Sæther var verksam i Oslo, där hon bedrev verksamhet från sitt hem. Hon blev även ibland uppkallad till Kungliga slottet, Oslo. Hon ställdes flera gånger inför rätta åtalad för kvacksalveri, men vid den sista rättegången år 1842 fick hon offentligt tillstånd att bedriva sjukvård och blev därmed en licensierad klok gumma. 
Hon lovsjöngs av Henrik Ibsen, och fick en dikt tillägnad sig av Henrik Wergeland. Hennes mest kända bedrifter var då hon 1845 skötte Wergeland vid hans dödsläger påd Rikshospitalet. 